# Uno coi capelli bianchi
Uno coi capelli bianchi è una commedia napoletana in tre atti scritta da Eduardo De Filippo nel 1935, appartenente al filone della "Cantata dei giorni pari".

## Storia della commedia
La commedia segna un punto di svolta cruciale nel percorso teatrale del grande attore napoletano, che compie un passo dal teatro macchiettistico, a un teatro più drammaturgico e ragionato, cimentandosi con i problemi della società italiana del tempo.
Eduardo esordisce in Uno coi capelli bianchi al teatro Quirino di Roma. 
Alla fine della commedia, suscitò scalpore una furibonda lite tra vecchi e giovani in merito alle tematiche trattate da De Filippo, il quale fu costretto a scrivere un finale alternativo, per non toccare i sentimenti della classe più anziana, finale che tuttavia non andò mai in scena, per stessa ammissione di Eduardo, che dichiarò di non avere il coraggio di cambiare l'originale.

## Trama
Giambattista Grossi è un ricco industriale in scatolami e pomodori. 
Egli è causa di tutte le discordie che capitano in casa sua, sempre pronto a mettere sconforto tra suo genero e sua figlia, invidioso della giovinezza dei due sposi. 
Proprio in una delle sue malefatte appunto, confesserà a sua figlia la relazione occasionale del marito con un'altra donna, ed ella per vendetta ricambierà il tradimento, con la complicità di  un amante, distruggendo di fatto il nucleo familiare. 
Nel finale, messo alle strette dal genero, tenterà di ingannare quest'ultimo, giustificandosi col fatto che come padre, non poteva accettare che sua figlia fosse stata tradita, ottenendo la reazione rabbiosa del giovane che, conoscendo l'indole maligna e beffarda di suo suocero, lo schiaffeggerà furiosamente, lasciandolo in terra. 
Giambattista, circondato dalla folla di curiosi accorsi per aiutarlo, si lamenterà del fatto di essere stato malmenato, nonostante avesse "i capelli bianchi".